# Féniers
Féniers település Franciaországban, Creuse megyében. Lakosainak száma 108 fő (2022. január 1.). Féniers Peyrelevade, Saint-Setiers, Sornac, Clairavaux, Gentioux-Pigerolles, Gioux és Le Mas-d’Artige községekkel határos.

## Népesség
A település népességének változása:
| Lakosok száma | 136  | 110  | 105  | 87   | 90   | 93   | 94   | 94   | 99   | 108  |
|               | 1968 | 1982 | 1990 | 2006 | 2013 | 2015 | 2017 | 2019 | 2020 | 2022 |